# ホセ・マーサ・フェルナンデス

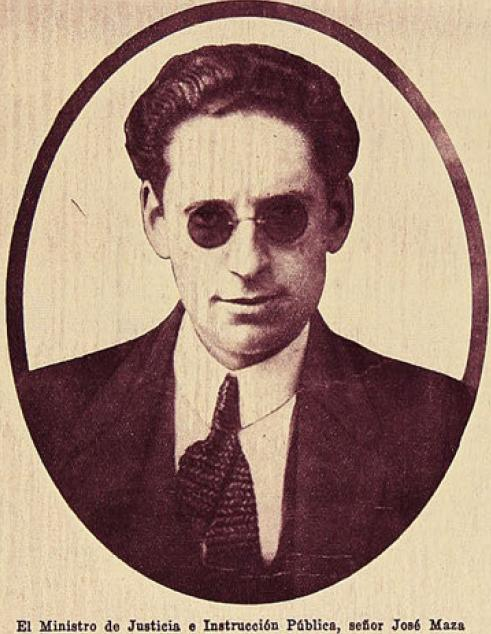
ホセ・マーサ・フェルナンデス（1925年）

ホセ・マーサ・フェルナンデス（José Maza Fernández, 1889年10月13日 - 1964年5月6日）は、チリの弁護士、政治家。自由党の党員で、内務大臣や法務大臣を歴任したほか、1925年憲法起草委員会の議長を務めた。また、1955年の第10回国際連合総会では総会議長を務めた。
1899年、ロス・アンヘレスにて父アルマンド・デ・ラ・マーサ・ラモス（Armando de la Maza Ramos）と母ソイラ・ロサ・フェルナンデス・アンギータ（Zoila Rosa Fernández Anguita）の息子として生を受ける。リセオ・デ・アプリカシオンで中等教育を終え、バルディビア師範学校（Escuela Normal de Valdivia）に進学する。その後、チリ大学で法学を学び、1913年には弁護士となった。
1920年代、ラハ（1921年 - 1924年）およびムルチェン（1924年）から下院議員（diputado）に選出される。その後、第9連合区（バルディビア、ジャンキーウエ、チロエー群島、マガジャーネス）から上院議員（Senador）に選出され、1926年から1932年、1933年から1937年、1937年から1945年、1945年から1953年までの4期務めた。また、1936年から1937年までは上院議長（Presidente del Senado）を務めている。
1924年2月、アルトゥーロ・アレッサンドリ大統領によって内務大臣に任命され、1925年1月から9月まで法務・教育大臣を務めた。この期間には1925年憲法起草委員会の長も務めている。